# Ilse Heus
Ilse Heus (Rotterdam, 17 mei 1976) is een Nederlands actrice. Ze is zowel in het theater als op de televisie actief.

## Biografie
Heus volgde het VWO op het Westland College in Naaldwijk en deed daarna een jaar een vooropleiding acteur aan de Hogeschool voor de Kunsten in Utrecht. Hierna deed ze de acteursopleiding aan diezelfde hogeschool.
Haar eerste rol had ze in 2002, bij het theatergezelschap Het Laagland (in samenwerking met de HKU), in het stuk Ifigeneia koningskind, als Klutemnestra. Hierna volgden nog meer theatervoorstellingen, waaronder Lola Lola met Theatergroep Het Vervolg (2002-2003), onder regie van Léon van der Sanden, en Midsummernightsdream met de Paardenkathedraal (2007-2008), onder regie van Dirk Tanghe.
Vanaf februari tot april 2004 speelde Heus de rol van Nico in Onderweg naar Morgen. In mei 2004 volgde een korte film, getiteld Lotus, in het kader van het Peer Wittenbolsfestival.
Vanaf januari 2006 tot en met februari 2007 had Heus een bijrol in de televisieserie Lotte bij Talpa, als Patricia Frijling. Hierna volgde een gastrol in De co-assistent bij Net5.
In 2013 had Heus een bijrol in de film Roffa, waarin ze de vrouw van een voetbalhooligan speelt.

## Filmografie
Film
- Roffa (2013) - Patries
- Liefs van de overkant (2006) - Magda
- Steven (2005) - Chantal
- Lotus (2004) - Maria

Televisie
- The Passion 2023 - Discipel (2023)
- De slet van 6vwo - Liselotte Voorthuizen (Bijrol, 2021)
- SpangaS - Ziggy Overmars (2016-2019)
- VRijland - Reneé (2010-2011)
- Flikken Maastricht - Aleid (Gastrol, 1 aflevering, juni 2008)
- De co-assistent - Eva (Gastrol, april-mei 2008)
- Lotte - Patricia (januari 2006-februari 2007)
- 6 minuten - Mirjam (1 aflevering, oktober 2004)
- Onderweg naar morgen - Nico (Gastrol, februari-april 2004)

Theater
- Fantamagoria (2008)
- De fan II (2008) - Stichting Beleven
- Midsummernightsdream (2007-2008) - De Paardenkathedraal
- Ebola Passionel II (2005)
- The wasteland (2005) - De Waterlanders
- Eén hand (jij en ik) (2004)
- Zarifa (2004) - Tamar Muziektheater
- Pyamadag (2004) - Huis van Bourgondië
- OVERGEWICHT, onbelangrijk: VORMELOOS (2004)
- PIEP! In het voorhuis (2003)
- De schoft op de trap (2003)
- Lola Lola (2002-2003, tour in 2003-2004) - Theatergezelschap Het Vervolg